# Gleby ochrowe
Gleby ochrowe – typ gleby obejmujący piaszczyste gleby z czerwonym, zasobnym w żelazo (pochodzące zarówno z rozkładu minerałów pierwotnych, jak i wytrącające się z wód przepływających przez glebę) poziomem podpowierzchniowym.

## Charakterystyka
Gleby ochrowe, jak wszystkie gleby rdzawoziemne, powstają z utworów piaszczystych słabo przesortowanych i mało przemytych (m.in. z piasków zwałowych i piasków sandrowych bliskiego transportu) i mają uziarnienie piasków luźnych lub piasków słabogliniastych.
Poziomem diagnostycznym gleb ochrowych jest poziom rubic - Bo. Charakterystyczna sekwencja poziomów glebowych w profilu: O-A-Bo-C(g) lub  Ap-Bo-C(g). Powyżej poziomu rubic występuje poziom próchniczny ochric, czasem można również spotkać poziom organiczny folic. W leśnych glebach ochrowych najczęstszym typem leśnej materii organicznej jest mor. Morfologicznie są podobne do gleb rdzawych, lecz geneza poziomu rubic jest odmienna oraz ma on większą zawartość tlenków żelaza niż poziom sideric.
Tlenki żelaza w poziomie rubic mają charakter zarówno autochtoniczny (powstają na miejscu, jak w glebach rdzawych), jak i allochtoniczny (pochodzą spoza profilu gleby) wynikający z podsiąku kapilarnego wód gruntowych albo/i z podpowierzchniowym spływem wód zasobnych w związki żelaza. Zakumulowane tlenki żelaza (ale też w mniejszym stopniu manganu i glinu) interpretuje się jako reliktowy poziom gruntowoglejowy oksydacyjny. Ma on miąższość przynajmniej 15 cm oraz charakterystyczną barwę, od czerwonej do brunatnoczerwonej (obecność hematytu i związków organicznych). Odczyn jest kwaśny, a wysycenie kompleksu sorpcyjnego kationami o charakterze zasadowym zazwyczaj jest poniżej 30%. Zawartość pedogenicznego żelaza przeważnie jest poniżej 10%.
Gleby ochrowe są glebami świeżymi. Naturalnym dla nich siedliskiem jest bór świeży, bór mieszany, rzadziej las mieszany świeży. Z punktu widzenia rolnictwa są to gleby słabe, dla leśnictwa są dobre, lecz podatne na degradację. Występują one w niedużych zagłębieniach terenu, sąsiadują zazwyczaj z glebami rdzawymi, glebami bielicoziemnymi oraz dawnymi  glebami gruntowoglejowymi.

## Systematyka
Typ gleby ochrowe w systematyce gleb Polski, opublikowanej przez Polskie Towarzystwo Gleboznawcze w 2011 r., jest zaliczany do rzędu gleb rdzawoziemnych. Wydziela się tylko jeden podtyp:
- Rząd 4. Gleby rdzawoziemne (R)
  - Typ 4.2. Gleby ochrowe (RH)
    - Podtyp 4.2.1. Gleby ochrowe typowe (RHt)

Jest to nowy typ gleby, nie występował on we wcześniejszych wydaniach systematyki gleb Polski.
Gleby ochrowe wydzielono również w randze typu w Klasyfikacji gleb leśnych Polski, nie wydziela się dla nich podtypów:
- Typ 13. Gleby ochrowe (OC)[3]

W międzynarodowej klasyfikacji WRB gleby ochrowe w pewnym przybliżeniu odpowiadają Rubic Arenosols, zaś w amerykańskiej klasyfikacji USDA Soil Taxonomy zalicza się je do rzędu Entisols, dokładniej - Typic Udipsamments.